# Copa de Campeones de América 1964
La Copa de Campeones de América 1964 fu la quinta edizione della massima manifestazione sudamericana calcistica per club. Fu vinta dall'Independiente.

## Turno preliminare
| Squadra numero 1 | Tot.  | Squadra numero 2 | And.  | Rit.  |
| ---------------- | ----- | ---------------- | ----- | ----- |
| Deportivo Italia | 2 - 1 | EC Bahía         | 0 - 0 | 2 - 1 |

## Fase a gironi

### Gruppo 1
| Squadra       | Pti | G | V | N | P | GF | GS | DR  |
| ------------- | --- | - | - | - | - | -- | -- | --- |
| Nacional      | 7   | 4 | 3 | 1 | 0 | 9  | 2  | 7   |
| Cerro Porteño | 4   | 4 | 1 | 2 | 1 | 11 | 6  | 5   |
| Aurora        | 1   | 4 | 0 | 1 | 3 | 2  | 14 | -12 |

| 12 aprile 1964 |     |               |            |
| Aurora         | 2–2 | Cerro Porteño | Cochabamba |
| 19 aprile 1964 |     |               |            |
| Nacional       | 2–0 | Aurora        | Montevideo |
| 27 aprile 1964 |     |               |            |
| Cerro Porteño  | 2–2 | Nacional      | Asunción   |
| 3 maggio 1964  |     |               |            |
| Aurora         | 0–3 | Nacional      | Cochabamba |
| 10 maggio 1964 |     |               |            |
| Nacional       | 2–0 | Cerro Porteño | Montevideo |
| 17 maggio 1964 |     |               |            |
| Cerro Porteño  | 7–0 | Aurora        | Asunción   |

### Gruppo 2
| Squadra          | Pti | G | V | N | P | GF | GS | DR |
| ---------------- | --- | - | - | - | - | -- | -- | -- |
| Independiente    | 7   | 4 | 3 | 1 | 0 | 11 | 3  | 8  |
| Millonarios      | 4   | 4 | 2 | 0 | 2 | 6  | 8  | -2 |
| Sporting Cristal | 1   | 4 | 0 | 1 | 3 | 5  | 11 | -6 |

| 17 maggio 1964 |            |               |            |
| Millonarios    | 3–2        | Alianza Lima  | Bogotà     |
| 31 maggio 1964 |            |               |            |
| Independiente  | 4–0        | Alianza Lima  | Avellaneda |
| 4 giugno 1964  |            |               |            |
| Alianza Lima   | 2–2        | Independiente | Avellaneda |
| 7 giugno 1964  |            |               |            |
| Independiente  | 5–1        | Millonarios   | Avellaneda |
| 29 giugno 1964 |            |               |            |
| Alianza Lima   | 1–2        | Millonarios   | Bogotà     |
| 8 luglio 1964  |            |               |            |
| Millonarios    | *vedi nota | Independiente | Bogotà     |

- Note: non disputata; i due punti vennero assegnati all'Independiente (ma nessun gol).

### Gruppo 3
| Squadra          | Pti | G | V | N | P | GF | GS | DR |
| ---------------- | --- | - | - | - | - | -- | -- | -- |
| Colo-Colo        | 6   | 4 | 3 | 0 | 1 | 9  | 7  | 1  |
| Barcelona        | 4   | 4 | 2 | 0 | 2 | 9  | 4  | 5  |
| Deportivo Italia | 2   | 4 | 1 | 0 | 3 | 2  | 9  | -7 |

| 3 maggio 1964    |     |                  |           |
| Barcelona        | 0–1 | Deportivo Italia | Guayaquil |
| 7 maggio 1964    |     |                  |           |
| Colo-Colo        | 4–0 | Deportivo Italia | Santiago  |
| 13 maggio 1964   |     |                  |           |
| Barcelona        | 2–3 | Colo-Colo        | Guayaquil |
| 17 maggio 1964   |     |                  |           |
| Deportivo Italia | 1–2 | Colo-Colo        | Caracas   |
| 23 maggio 1964   |     |                  |           |
| Deportivo Italia | 0–3 | Barcelona        | Caracas   |
| 28 maggio 1964   |     |                  |           |
| Colo-Colo        | 0–4 | Barcelona        | Santiago  |

## Semifinali
| Squadra numero 1 | Tot.  | Squadra numero 2 | And.  | Rit.  |
| ---------------- | ----- | ---------------- | ----- | ----- |
| Santos FC        | 3 - 5 | Independiente    | 2 - 3 | 1 - 2 |
| Colo-Colo        | 4 - 8 | Nacional         | 2 - 4 | 2 - 4 |

## Finale
| Squadra numero 1 | Tot.  | Squadra numero 2 | And.  | Rit.  |
| ---------------- | ----- | ---------------- | ----- | ----- |
| Nacional         | 0 - 1 | Independiente    | 0 - 0 | 0 - 1 |